# Krasnodonský rajón
Krasnodonský rajón (ukrajinsky Краснодонський район), od roku 2016 formálně Sorokynský rajón (ukrajinsky Сорокинський район) byl rajón v Luhanské oblasti na Ukrajině. Hlavním městem bylo Sorokyne (do roku 2016 Krasnodon) a rajón měl přibližně 29 tisíc obyvatel. 

## Sídla v rajónu
- Sorokyne (Krasnodon)
- Myrne
- Novooleksandrivka
- Novosvitlivka
- Simejkyne
- Talove
- Velykyj Loh